# Carlos Romero (zapaśnik)
Carlos Eduardo Romero Millaqueo (ur. 2 stycznia 1997) – chilijski zapaśnik walczący w stylu wolnym. Zajął szesnaste miejsce na mistrzostwach świata w 2021. Srebrny medalista mistrzostw panamerykański w 2021 i brązowy w 2017, a także mistrzostw Ameryki Południowej w 2015. Zajął 21. miejsce na MŚ juniorów w 2015 roku.